# Kristina Brodersen
Kristina Brodersen (* 8. Oktober 1977 in Saarlouis) ist eine deutsche Jazzmusikerin (Altsaxophon).

## Leben und Wirken
Brodersen erhielt seit dem Alter von fünf Jahren klassischen Klavierunterricht; mit 13 Jahren wechselte sie zum Saxophon, auf dem sie unter anderem Peter Decker und Lee Konitz unterrichteten. 1995 und 1996 nahm sie jeweils für einen Monat Unterricht am Jazzdepartment der University of New Orleans. 1997 begann sie ihr Jazzstudium in Mainz bei Peter Reiter, welches sie zwei Jahre später an der Hochschule für Musik und Tanz Köln bei Frank Gratkowski und Wolfgang Engstfeld fortsetzte. 2003 ging sie für ein Jahr ans Rytmisk Musikkonservatorium nach Kopenhagen, wo sie von Lars Møller unterwiesen wurde. Zurück in Köln beendet sie 2005 ihr Studium. 
Brodersen gründete 1998 mit Matthias Schriefl, Igor Lumpert, Rolf Langhans, Andreas Kurz und Christian Lettner die Band The Sidewinders, mit der sie 2000 in Nordamerika unterwegs war und ein erstes Album einspielte. In dieser Zeit gehörte sie zu den Landesjugendjazzorchestern Saarland und Bayern. Zwischen 2000 und 2003 war sie Mitglied im Bundesjazzorchester unter Leitung von Peter Herbolzheimer, mit dem sie Konzerte in Deutschland und Russland spielte. Weitere Tourneen folgten 2007 mit dem European Movement Orchestra unter Leitung von Manfred Schoof durch Deutschland, Slowenien und Portugal.
Mit ihrem Mann, dem Pianisten Tobias Weindorf, gründete sie 2008 das Brodersen-Weindorf Quartett, das bisher zwei Alben veröffentlicht hat. Außerdem erschien 2015 mit Weindorf ein gemeinsames Duo-Album Rabaneo, dem 2022 Habakuk folgte. 2010 wirkte Kristina bei der Uraufführung von Ingfried Hoffmanns Kinderoper Vom Fischer und seiner Frau mit. 2014 wurde sie Mitglied im Orchestre National de Jazz Luxembourg, mit dem sie auch das Album Hope (2018) einspielte.

## Preise und Auszeichnungen
1995 wurde Brodersen mit dem Jazz-Förderpreis des Dreiländerecks (Saarland-Luxemburg-Rheinland-Pfalz) ausgezeichnet. Mit den Sidewinders gewann sie 1999 den Ersten Preis bei Jugend jazzt und den Biberacher Jazzpreis.

## Diskographische Hinweise
- Brodersen-Weindorf Quartett You ’n’ Me (Mons Records 2009, mit Ingmar Heller, Hendrik Soll)
- Brodersen-Weindorf Quartett Traffic (AJazz 2016, mit Christian Ramond, Hendrik Soll)
- Kristina Brodersen & Tobias Weindorf Habakuk (JazzSick Records 2022)